# Bulbophyllum reichenbachii
Bulbophyllum reichenbachii é uma espécie de orquídea (família Orchidaceae) pertencente ao gênero Bulbophyllum. Foi descrita por Carl Ernst Otto Kuntze e Schltr. em 1915.